# Doğubayazıt
Doğubayazıt (kurd. Bazîd, orm. Արշակաւան, Arshakavan) – miasto w Turcji w prowincji Ağrı.
Według danych na rok 2000 miasto zamieszkiwało 56 261 osób. Miasto leży 15 km na południowy zachód od góry Ararat, 93 km na wschód od stolicy prowincji – miasta Ağrı oraz 35 km od granicy z Iranem (przejście graniczne w Gürbulak).  
Miasto jest bazą wypadową dla turystów odwiedzających górę Ararat. W pobliżu miasta znajduje się Pałac Ishaka Paszy.